# Bahnatka malá
Bahnatka malá (Galba truncatula O. F. Müller, 1774) (dříve zvaná plovatka malá – Lymnaea truncatula) je drobný, velmi rozšířený vodní plž z čeledě plovatkovitých (Lymnaeidae).

## Morfologie
Ulita bahnatky je úzce vejčitá, pravotočivá, s kuželovitě vytaženým kotoučem, s maximálně 6 závity. Povrch je jemně až silně rýhován, barvy hnědavé až světle rohové. Závity ulity jsou jakoby nafouklé a schodovitě odsazené. Ústí tupým horním rohem. Výška ulity je 5–11 mm a šířka 3–7 mm.

## Výskyt
Jedná se o běžný druh a vyskytuje se na území celé Evropy a částečně i v Asii. Byl introdukován do Jižní Ameriky, kde se dobře adaptoval.

## Stanoviště
Bahnatka malá je druhem s širokou ekologickou valencí, tzn. že se vyskytuje na hodně rozličných biotopech. Důležité je však, že se vyskytuje vždy na hranici vody a souše. Jde vlastně o nejsuchomilnějšího vodního plže. Nejčastěji obývá břehy pomalu tekoucích vodních toků, stojatých vod, periodických mokřad. Často obývá i prameniště a drobné tůňky. Největší populace jsou nacházeny v mokřadech (bažiny) či zatopených příkopech kolem cest a vodních kanálech. V podmínkách Česka obývá druh lokality v nadmořských výškách od 100 do 800 m n. m. Nejčastěji se však vyskytuje v rozmezí 200–300 m n. m. Naproti tomu, v Jižní Americe se bahnatka adaptovala na daleko vyšší nadmořské výšky. Hojný výskyt bahnatek na náhorní plošině Altiplano v Andách, jehož průměrná výška činí zhruba 4000 m n. m., je hlavní příčinou vysoké prevalence onemocnění fasciolózy tamních obyvatel (bahnatka figuruje jako mezihostitel motolice jaterní).

## Biologie
Bahnatka se živí nárosty (především řas) na bahně, odumřelými či živými částmi rostlin a detritem. Druh je obojetného pohlaví. Za jeden kalendářní rok mohou mít bahnatky dvě až tři generace.

## Parazité
Bahnatka malá má velký význam z hlediska přenosu parazitárních onemocnění. Tento druh totiž slouží jako mezihostitel celé řady motolic a hlístic. Bahnatka figuruje jako hlavní mezihostitel motolice jaterní (Fasciola hepatica) a motolice velké (Fascioloides magna) v Evropě. Proto je bahnatka předmětem řady parazitologických studií a chovatelé dobytka se snaží již řadu let proti tomuto plži bojovat. V 60. a 70. létech byly na území Česka běžné aplikace moluskocidů na pastviny skotu a ovcí. Tlumení bahnatek bylo sice krátkodobě účinné, avšak další sezónu byly populace bahnatek opět obnoveny. Negativním faktorem bylo, že moluskocidy působily na všechny druhy měkkýšů, další bezobratlé a i ryby. Z těchto důvodů se moluskocidy přestaly v prevenci fasiolózy již používat. Mezi hlístice, kterým může plž sloužit jako paratenický hostitel, patří například Muellerius capillaris, což je původce plicní červivosti u ovcí a spárkaté zvěře.